# Англо-холандски войни
Англо-холандски войни (на нидерландски: Engels–Nederlandse Oorlogen; на английски: Anglo–Dutch Wars) се наричат четири военноморски конфликта от ХVІІ и XVIII в. между Съединените провинции на Нидерландия и Кралство Англия (след това Великобритания). Първите три се състоят в краткото време между 1652 и 1674 г. заради контрол над морските пътища и търговията с колониите, докато четвъртата е век по-късно и е само за влияние в колониите.

## Обстановка и причини
В най-общ смисъл англо-холандските войни са борба за наследството на испанско-португалската морска мощ. В резултат на Великите географски открития и създаването на първите колониални империи Испания и Португалия придобиват огромни богатства: от търговия с подправки, луксозни стоки, роби и от директния добив на злато и сребро. Иберийските монархии обаче не инвестират печалбите в производство, а безогледно купуват стоки от другите европейски страни. Така постепенно преживяват първо стопански, а после – и политически и военен упадък. През 1580 г. звездата на Португалия угасва, погълната от Испания (виж Втора криза на португалското наследство). Испанците на свой ред търпят неуспех през 1588 г. с т. нар. Непобедима армада. Увлечена във война с Англия, Франция и Съединените провинции едновременно, Испания на Фелипе ІІ колабира. Уязвими се оказват не само колониите ѝ, но и морските пътища към тях.

### Възход на Съединените провинции
До средата на ХVІ в. цяла Нидерландия е под властта на испанските монарси. През 1566 г. северните провинции, в които навлиза калвинизмът, се вдигат на бунт и така започва Осемдесетгодишната освободителна война. Тя е много повече религиозна, отколкото национална. През 1609 г. се подписва примирие, а военните действия се подновяват през 1621 г. Седемте северни провинции създават своя държава, призната официално едва с Вестфалския мир от 1648 г. Тя е република, управлявана от Генерални щати на конфедеративен принцип. Най-силната провинция е Холандия, чието име и тогава, и днес се използва разговорно като название на цялата страна.
Новата държава вижда себе си като правоприемник на испанската колониална империя. Нейните търговци проникват „отвътре“ в сферата на някогашното португалско кралство, като завземат ключови постове в Африка и Азия: Гвинея (1595), Молукските острови (1605), Индонезия (1619), Тайван (1624), Цейлон (1641) и нос Добра надежда (1652). В Америка те опитват да отнемат Бразилия от португалците, но се провалят. Основават град Нови Амстердам (днешният Ню Йорк), завземат остров Кюрасао. Така холандците успяват да поставят под свой контрол цялата търговия между Източните, Западните Индии и Европа. За да управлява този процес, е създадена Източноиндийската компания, която разполага със собствени бойни и търговски кораби и дори войски.

### Англия: амбиции в несигурна обстановка
При Елизабет І (1558 – 1603) Англия се превръща в силна морска държава, опора на протестантството. Нейна е основната заслуга за пречупването на испанската морска мощ. След възцаряването на новата династия на Стюартите обаче страната видимо отслабва. Постепенно тя попада в дълбока вътрешна криза, която през 40-те години води до граждански войни и до екзекуцията на крал Чарлз І. Това попречва на англичаните да бъдат достойни съперници на холандците. Англия притежава много по-малко колонии, главно в Северна Америка – Джеймстаун (1607), няколко острова в Карибския басейн, а през 1655 (след първата Англо-холандска война) от испанците е отнет остров Ямайка. В Индия също се появяват малки английски бази. Но макар че също създават Източноиндийска компания, англичаните изобщо не могат да претендират за монопол върху търговията с Азия и Новия свят.

### Навигационният акт
Силният човек в Англия след екзекуцията на краля е Оливър Кромуел. Тази харизматична личност успява да мобилизира енергията на англичаните по невероятен начин. Анализирайки ситуацията, той започва амбициозна програма за строеж на линейни кораби – по-големи и добре въоръжени от холандските. През 1650 г. той предлага на Съединените провинции близък военен съюз, включвайки общ търговски и военен флот. Генералните щати отказват, а английският отговор не закъснява: през октомври 1651 г. Кромуел прекарва през парламента прочутия Навигационен акт. С този документ се постановява, че английската търговия може да се извършва само от английски кораби или от кораби на държавата, с която се търгува. Фактически се забранява използването на холандски кораби. Прибавени са и унизителни за холандците разпоредби – при среща холандците първи трябва да поздравяват английски кораб; всеки холандски търговски съд в английски води може да бъде претърсван от бреговите власти.
С това действие Кромуел рискува пълен срив на английската търговия, тъй като две трети от нея се извършват от холандците. По това време холандците имат 16 000 търговски кораба, а англичаните – 1000. Връзките с Индия, Средиземно море и Балтика могат да бъдат трайно прекъснати. Единственият ход оттук нататък е да се започне война, която да изясни въпроса кой ще господства по моретата.

## Първа война (1652 – 1654)
При започването на войната англичаните имат чувствително превъзходство в бойните кораби, на брой 86. Проблем на Кромуел са адмиралите, защото всички стари и опитни адмирали отказват служба, верни на екзекутирания крал. Ето защо той се доверява на сухопътните си командири като Робърт Блейк и Джордж Монк. Холандците са още по-неподготвени, техните кораби са по-малки и голяма част са изпратени в далечните морета. Освен това сложната система на вземане на решения от различните провинции и минаването им през Генералните щати забавя всякакво укрепване на флота. На 29 май 1652 г. холандският адмирал Маартен Тромп обстрелва един британски кораб, който изисква поздрав. Последва малък сблъсък, известен като битката при Гудуин Сендс и войната започва.
Главната цел на холандците е да осигурят търговския трафик през Ла Манш, с което се заема Тромп. Обратно, Кромуел е убеден, че ако достатъчно навреди на холандската търговия, ще принуди провинциите към отстъпки. Освен това той осуетява риболова в Северно море. През войната англичаните залавят общо 1700 холандски съда и отнемат имущество на стойност 120 млн. лири – два пъти повече от разходите за военните кораби. Разгарят се редица големи сражения, в които факторите за победата са два: огневата мощ и тактическите способности. Холандците са победени през октомври 1652 при Кентиш нок, след което вземат реванш при Дъндженес (декември). През март 1653 г. голямо сражение се състои край южна Италия, известно като битката при Легхорн. С тази победа холандците установяват контрол над Средиземно море.
Блейк и Монк обмислят тактиката си и през лятото на 1653 г. въвеждат линейния строй. При него корабите се подреждат в килватер (един зад друг), за да могат да обстрелват от бордовете си противника. Необходими са големи умения и дисциплина, за да се осъществи, но резултатът е налице. По този начин Монк печели битката при Габард банк на 2 – 3 юни 1653 г. и според холандския доклад не е имало начин да му се противопоставят. Тази битка и загубите на търговския флот сериозно разколебават увереността на холандците в крайния успех. Англичаните налагат дори блокада на нидерландските брегове. Решителната битка се води през август 1653 г. край Схевенинген, където Тромп пада убит. Това се отразява на духа на холандците, но блокадата е разкъсана и вече не може да бъде поддържана. Изтощението на двете страни ги потиква към преговори, завършили на 5 април 1654 г. в Уестминстър. Кромуел запазва Навигационния акт, макар и в смекчен вариант. Холандците запазват голямото си преимущество в търговията. Тъй като положението не се променя сериозно, а амбициите на двете страни остават същите, е ясно, че не след дълго ще започне нова война.

## Втора война (1665 – 1667)
Смъртта на Оливър Кромуел сериозно разтърсва Англия. Неговият Протекторат не оцелява дълго и през 1660 г. Джордж Монк възстановява на трона сина на екзекутирания крал Чарлз ІІ. Новият владетел има същото негативно отношение към Съединените провинции. Той не одобрява републиканската форма на управление и опитва да постави своя племенник Вилем Орански като щатхаутер. Вместо това силна фигура става Ян де Вит, пълномощник на съвета на Холандия. Добър познавач на морските дела, той не е доволен от засилването на англичаните. Смята, че холандците са изгубили предишната война заради пасивната си защитна политика. Иска да се построи флот равен по сила на английския, но се сблъсква с предпазливостта на щатите.
Отново Англия предизвиква войната. През 1664 г. нейна ескадра, начело с херцога на Йорк, бъдещият Джеймс ІІ, атакува холандските селища в Гвинея, а после превзема Нови Амстердам и го преименува на Ню Йорк. Островното кралство налага нови търговски ограничения на холандците. То притежава и голямо надмощие в корабите. Повечето английски съдове са трипалубни, с 90 – 100 42-фунтови оръдия, докато холандските са двупалубни с 60 – 80 оръдия и то 24 фунтови. В един открит двубой такъв английски кораб лесно би се справил с подобен холандски противник. Това проличава още в първата битка при Лоустофт (юни 1665), когато с дисциплинирана килватерна колона англичаните надделяват. Корнелис Тромп, син на загиналия адмирал, отвежда оцелелите кораби в базите им.
Това поражение променя коренно ситуацията в Съединените провинции. Щатите бързо отпускат пари, Ян де Вит организира строежа на 80 нови големи линейни кораба, повикан на служба е известният адмирал Михил де Ройтер. Ето как през лятото на 1666 г. холандците са готови да подновят войната. Освен това Франция на младия Луи ХІV по силата на един съюзен договор се включва на холандска страна. През юни де Ройтер, чакайки френските кораби край Фландрия, е нападнат от Монк и започва прочутата Четиридневна битка. Англичаните атакуват отново и отново, но брилянтната отбрана на де Ройтер не се пропуква. Накрая те се оттеглят изгубвайки 17 кораба срещу само 4 холандски. Така се стига до едно от най-разочароващите английски морски поражения.
То е компенсирано много скоро, в битката в деня на Сейнт Джеймс, когато холандците са изненадани и при вида на връхлитащите англичани се разпръскват. Много от офицерите показват липса на боен дух и направо некадърност и само опитът и волята на де Ройтер позволява оттеглянето в добър боен ред. В края на 1666 г. започват преговори, но страните не са искрени и не постигат резултат. Недостигът на пари в Англия, чумната епидемия и големият пожар в Лондон водят до занемаряване на флота и през юни 1667 г. де Ройтер осъществява една от най-блестящите операции в кариерата си. С голяма ескадра той нахлува в устието на Темза, разрушава закотвените кораби и част от отбранителните съоръжения, достига до самия Лондон. Тази поредица събития принуждават Чарлз ІІ неохотно да подпише в Бреда мирен договор.

## Трета война (1672 – 1674)
Третата Англо-холандска война е част от Холандската война на Луи ХІV. През 1668 г. Англия, Съединените провинции и Швеция създават Троен съюз и принуждават Краля-слънце да прекрати нападението си против Испания. Разгневен, той решава да унищожи републиката, която счита за инициатор на съюза. През 1670 г. чрез Дувърския договор Луи привлича Чарлз ІІ на своя страна, като му обещава солидни субсидии. Срещу това той получава обещание англичаните да му съдействат при планираното нападение против холандците. За английския крал това е добра възможност да присвои контрола над търговските пътища, особено ако републиката претърпи поражение в сухопътната война.
Англичаните първи обявяват войната. Холандците не са подготвени добре нито за морската, нито за сухопътната война. През май 1672 г. огромна френска армия, начело с големите пълководци Конде и Тюрен пресича Испанска Нидерландия и навлиза в републиката. За да спаси Амстердам, Ян де Вит е принуден да отвори шлюзовете на дигите, които държат морската вода и да наводни част от територията на страната. Това спира французите, но коства главата на де Вит, убит от недоволното население. На власт идва Вилем Орански, известен по-късно с името Уилям ІІІ. В този критичен момент се състои първото морско сражение (в залива Солбей, юни 1672), което завършва без ясен победител.
През 1673 г. отчаяната съпротива на холандците по суша убеждава Англия и Франция че трябва да осъществят десант на холандския бряг на север от Амстердам, който да матира малката република. При Дюнкерк и Ярмът се събират големи десантни войски. Съюзниците са окуражени от факта, че холандското правителство изтегля част от екипажите и ги включва в сухопътната войска и де Ройтер разполага с около 50 вместо с всичките 87 кораба. Той е принуден да заеме отбранителна позиция при Фризките острови с цел единствено да предпази страната си. През юни десантният флот тръгва към нидерландските брегове. Де Ройтер се придвижва до залива Схонефелд в устието на Шелда и там успява да нанесе на съюзниците две последователни поражения. Скоро последва и трето в решителната битка при остров Тексел. Всичко това спасява републиката от планирания десант и превръща де Ройтер в герой. Основната причина за холандските победи е предпазливостта на френския адмирал д'Естре, който изпълнява изричните заповеди на Луи ХІV да съхрани флота. Неговото поведение обаче разгневява англичаните и те решават да приключат с войната. Мирният договор от Уестминстър (19 февруари 1674 г.) не изменя нищо в англо-холандските отношения.

## Четвърта война (1780 – 1784)
Това е конфликт от съвсем друга епоха. Той се състои след век на англо-холандско сътрудничество, започнало с възцаряването на Вилем Орански в Англия по време на Славната революция (1688). Вече като крал Уилям ІІІ, той осигурява взаимодействие на флотовете на двете страни против засилващата се Франция, което продължава през Деветгодишната война и Войната за испанското наследство. След идването на Хановерската династия в Лондон (1714 г.) съюзът продължава. През това време Великобритания изпреварва Съединените провинции по военна сила и дори доходи на населението. Англичаните постигат големи успехи по време на Седемгодишната война, като отнемат на Франция колонията Канада и поставят основите на бъдещата си колониална империя.
По време на Войната за независимост на Америка обаче холандците подкрепят въстаналите колонии. Реакцията на Великобритания е остра и тя се опитва да превърне провинциите в свой васал. По това време холандската морска мощ вече е минало. Холандците строят нови 95 бойни кораба, но дори с тях могат само да се отбраняват. Англичаните атакуват техните многобройни и разпръснати колонии – Суринам и остров Саба в Карибския басейн, остров Цейлон и Негапатам в Индия. Те постигат известни успехи (завземат Цейлон), но тъй като войната като цяло е провал за тях, връщат почти всичко отнето съгласно мирния договор в Париж (20 май 1784).